# Дмитриев, Алексей Фёдорович
Алексей Фёдорович Дмитриев (25 февраля 1919, Камсакты, Омская область — 17 октября 1944, Литовская ССР) — участник Великой Отечественной войны, исполняющий обязанности командира дивизиона 214-го гвардейского гаубичного артиллерийского полка 8-й гвардейской гаубичной артиллерийской бригады 3-й гвардейской артиллерийской дивизии 5-го артиллерийского корпуса 5-й армии 3-го Белорусского фронта, гвардии капитан. Герой Советского Союза.

## Биография
Родился 25 февраля 1919 года в селе Карасёвка Кокчетавского уезда Акмолинской области (ныне — Айыртауский район Северо-Казахстанской области Казахстана) в семье крестьянина. Русский.
В г. Курган-Тюбе Таджикской ССР окончил школу № 1.
В Красной Армии с 1938 года. Окончил Московское артиллерийское училище в 1940 году. Член ВКП(б) с 1942 года.
С началом Великой Отечественной войны на фронте. Воевал на Брянском (с августа 1941 года по декабрь 1942 года), Западном (с июля по август 1941 года; с декабря 1942 по февраль 1942 года; с июля 1943 года по апрель 1944 года) и 3-м Белорусском фронтах (с апреля 1944 года); участник операции «Багратион».
Приказом ВС Западного фронта №: 85 от: 05.02.1944 года старший лейтенант Дмитриев награждён орденом Отечественной войны 2-й степени за то, что в боях при наступлении 2 батальона 123-го гвардейского стрелкового полка 43-й гвардейской стрелковой дивизии уничтожил два 75-мм орудия противника, ручной и станковый пулемёта, подавил миномётную батарею; в боях в р-не деревни Плескачи уничтожил до 100 гитлеровцев и зенитное орудие; в р-не деревни Кукуево в расположении батальона 95-го гвардейского стрелкового полка 31-й гвардейской стрелковой дивизии отбил контратаку противника и уничтожил до 50 неприятельских солдат и 1 миномётную батарею.
Приказом по 8 гв. габр РГК №: 5/н от: 23.02.1944 года старший лейтенант Дмитриев, командир батареи 214-го ГАП, награждён орденом Красной Звезды за подавление огнём батареи 106-мм орудий вражеской батареи, 2 миномётных батарей, пулемёта; подбитие 2 танков; уничтожение 1 артиллерийской батареи противника, 1 миномётной батареи, 4 станковых пулемётов и до роты пехоты.
Врио командира дивизиона 214-го гвардейского гаубичного артиллерийского полка гвардии капитан Алексей Дмитриев в районе населённого пункта Францкабуда (Шакяйский район Литовской ССР) 7 августа 1944 года, отражая вражескую атаку, осуществленную 35-ю танками противника, огнём дивизиона подбил 5 танков. Когда часть танков и пехоты противника прорвалась к наблюдательному пункту — организовал его оборону, вызвал огонь дивизиона на себя, отсёк вражескую пехоту от танков, отбил 3 контратаки противника, и, собрав бойцов взвода управления, контратаковал врага. 21 августа было уничтожено ещё 8 танков,4 из которых- на огневых позициях дивизиона. 22 августа 1944 года командованием полка был представлен к званию «Героя Советского Союза».
Погиб в бою 17 октября 1944 года.
Похоронен в городе Кудиркос-Науместис Литовской ССР. На этом же кладбище похоронен Герой Советского Союза Каратаев Илья Васильевич, погибший в этом же бою.

## Награды
- Звание Героя Советского Союза присвоено 24 марта 1945 года.
- Награждён орденами Ленина, Красной Звезды и Отечественной войны 2 степени[10].

## Память
- Имя Героя носит школа, где он учился.